# Dresden-Plauen (železniční zastávka)
Dresden-Plauen je stanice systému S-Bahn v Drážďanech na železniční trati Drážďany–Werdau v městské části Plauen.

## Historie
Dne 28. července 1855 byl zahájen provoz Albertovy dráhy z Tharandtu do Drážďan, na jejíž trati byla otevřena železniční zastávka Plauen na dnešním jižním kraji města Drážďan. Původně ležela tato zastávka přímo proti pivovaru "Felsenkeller" na úrovni silnice.
V období 1892–1902 se rekonstruovala železniční trať mezi hlavním nádražím a nádražím Dresden-Neustadt jako mimoúrovňová nadzemní dráha. Díky pozitivním zkušenostem s tímto stavebním postupem se rozhodlo přestavit takto i železniční trať přes předměstí Plauen. Z tohoto důvodu byla potřeba přeložit stanici směrem do města, což umožnilo i lepší navázání na předměstí Plauen a Löbtau. Dne 6. ledna 1926 byla nová železniční zastávka Dresden-Plauen otevřena. Od té doby už nebyla modernizována, tomu odpovídající už pomalu chátrá a není bezbariérově přístupná.

## Úmístění
Stanice Dresden-Plauen leží na jižním kraji města Drážďan. Odtamtud vede trať v úzkém údolí Plauenscher Grund, který se rozprostírá do Freitalu-Hainsbergu.

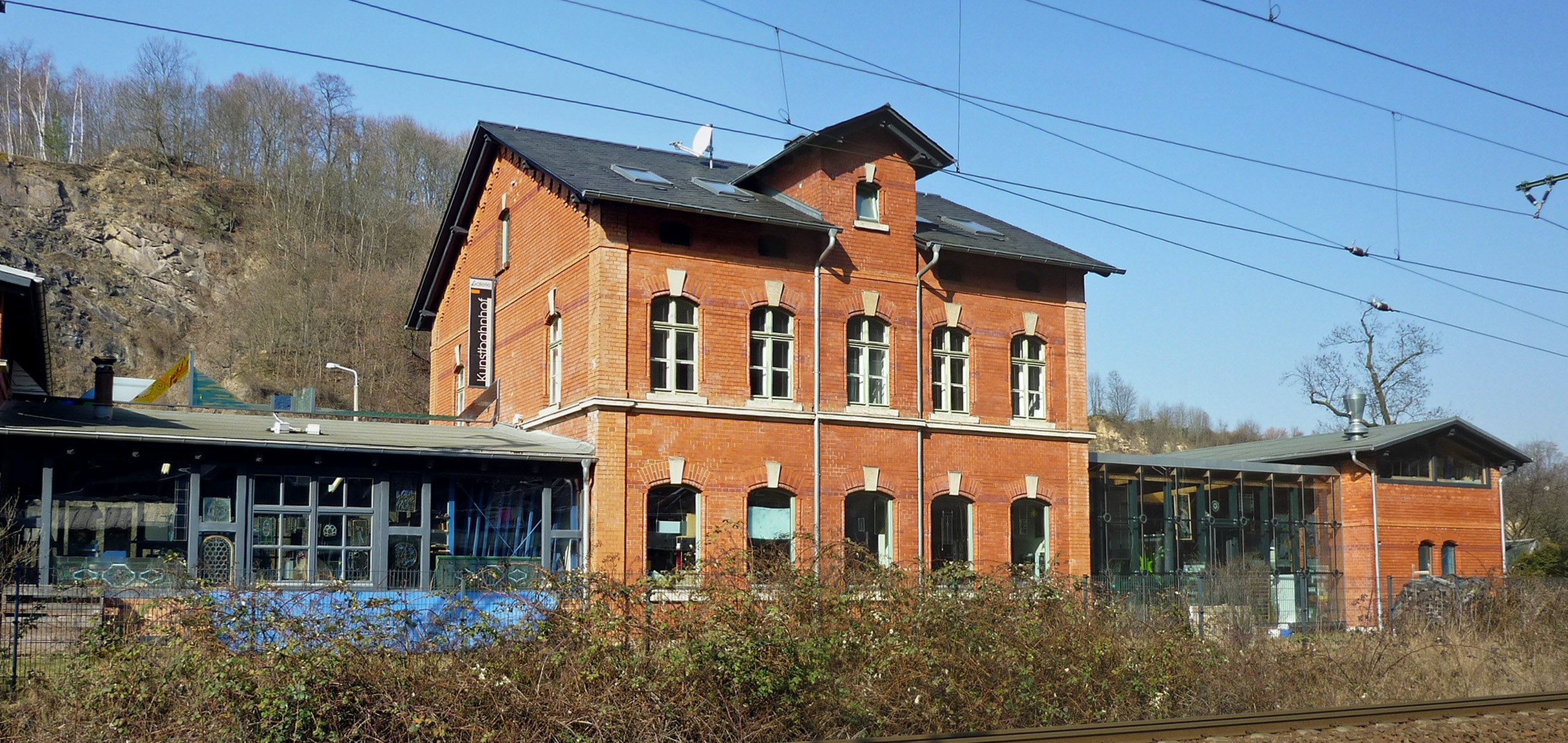
Bývalá stanice Dresden-Plauen

Přímo vedle železniční zastávky na straně k řece Weißeritz je bývalá královská saská mlýna Bienertmühle, na jejímž pozemku se od roku 2006 nachází muzeum.

## Provoz
Na železniční zastávce pravidelně zastavují vlaky linky S3 příměstské železnice (Dresden Hbf – Tharandt), rovněž i regionální vlaky ve směru Chemnitz.

## Návazná doprava

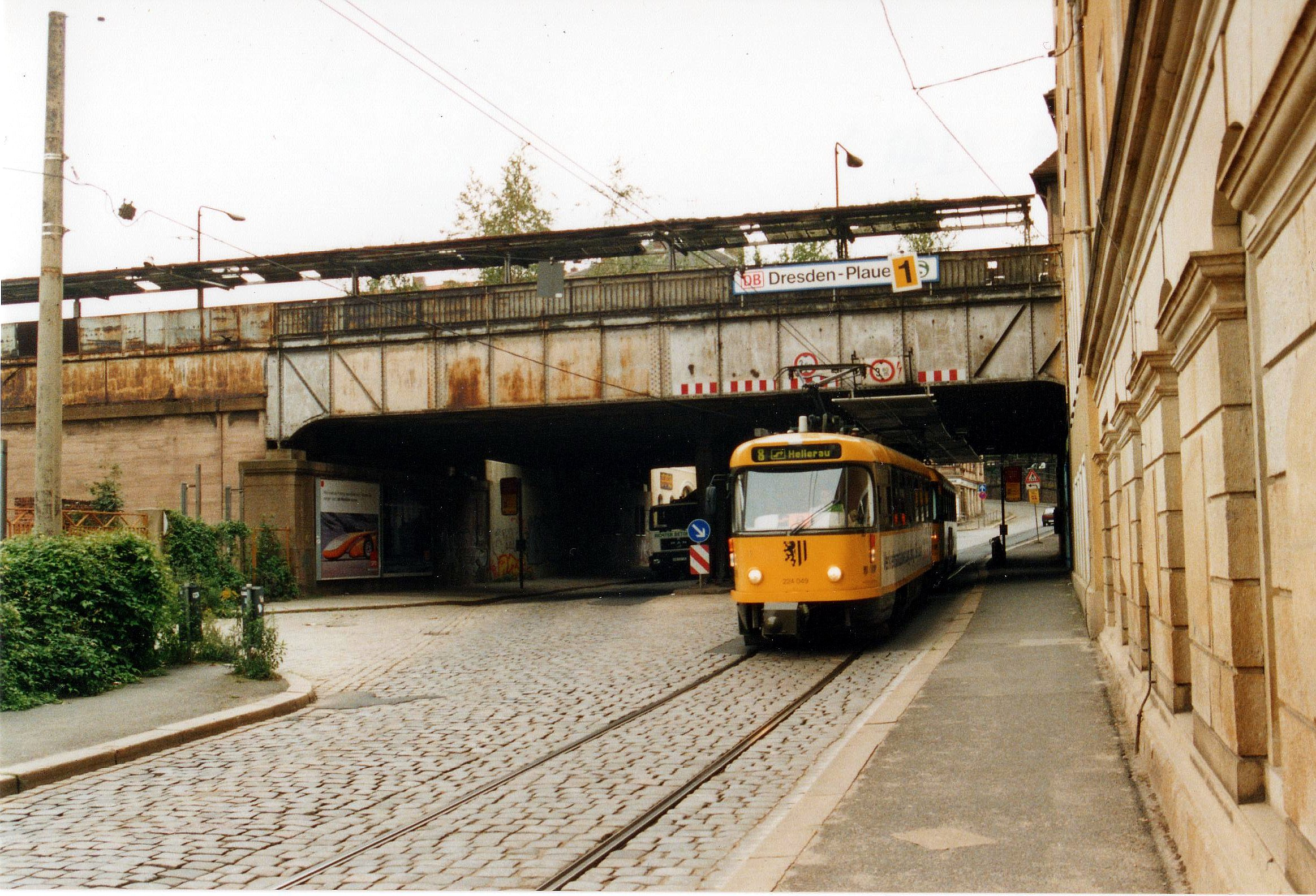
Tramvaj typu Tatra T4 (ČKD Tatra Smíchov) na zastávce u železniční stanice v roce 1998

Na silnici podcházející železniční trať se nachází autobusová zastávka linky 62, 63 a 85 MHD. Po celá léta jezdily u železniční stanice i tramvaje. Za Německé demokratické republiky (NDR) se tam třeba dalo dostat linkou 1, od roku 1972 linkou 12 a od roku 1995 linkou 8. V roce 1998 byl provoz na této lince však ukončen.